# Devi Balika Vidyalaya
Devi Balika Vidyalaya (singhalesisch දේවි බාලිකා විද්යාලය Tamil தேவி பாலிகா வித்தியாலயம்) ist eine staatliche Mädchenschule in Colombo, Sri Lanka. Mädchen werden ab der sechsten Klasse aufgenommen, basierend auf den Ergebnissen einer landesweiten Aufnahmeprüfung. Wie andere staatliche Schulen wird sie von der Zentralregierung und nicht von einem Provinzrat kontrolliert.

## Geschichte
Bis 1950 wurden einige der Empfehlungen des Kannangara-Reports umgesetzt, aber Chancen für Bildungsgleichheit blieben unzureichend. Der Staat akzeptierte die Empfehlung des Weißbuchs zur Bildung (White Paper on education, 1950), den Unterricht in der 8. Klasse zu teilen, wenn die Schulpflicht endete. Einer der drei Zweige war akademisch. Im Einklang mit dieser Politik begann das Government Girls’ College in der Castle Street (Devi Balika Vidyalaya) Klassen von der 9. bis zur 12. Klasse anzubieten, die sich an akademisch begabte Mädchen richteten. Das Bildungsministerium beabsichtigte außerdem, dass diese neue Schule ein Exzellenzzentrum für naturwissenschaftlichen Unterricht werden sollte, für welchen nach dem Zweiten Weltkrieg eine große Nachfrage bestand.
Die Schule wurde am 15. Januar 1953 gegründet und aus vorgefertigten Bauteilen errichtet. Sie bot damals Platz für 53 Schüler und beschäftigte 5 Lehrer.
Die Bedeutung außerschulischer Aktivitäten wurde anerkannt, obwohl der Schwerpunkt auf akademischen Aktivitäten lag. Pfadfinderinnen (Girl Guiding), Tanzen (nach der Tradition von Kandy, indischer Tanz und Country-Tanz), Musik, Sport und Theater wurden eingeführt.
Die Gründerin war Wimala de Silva.
1997 wurde mit Unterstützung durch ehemalige Schülerinnen ein Wohnheim eingerichtet. Am 5. März 1998 wurde ein Mehrzwecksaal (School Multipurpose Auditorium) eröffnet. Es wurden Spendenaktionen durchgeführt, um die Mittel aufzustocken, damit sie dem Zuschuss des Bildungsministeriums entsprachen. Darüber hinaus leisteten weitere Ministerien, die Pelpola Vipassi Foundation, verschiedene Institutionen, Eltern und Ehemalige wichtige finanzielle Beiträge. Ingenieur- und Architekturberatung sowie verschiedene kostenlose Dienstleistungen von Unterstützern waren entscheidend für die 1. und 2. Bauphase des Auditoriums.

## Schulleiterinnen
- Dr. (Mrs.) Wimala De Silva, Januar 1953–Dezember 1966
- Kalyani De Zoysa, Januar 1966–Mai 1985
- Mercy Edussuriya, Januar 1986–September 1986
- Soma Subasinghe, Mai 1987–Dezember 1987
- Jayanthi Pinnagoda, Januar 1988–April 1995
- Kalyani Lakshman, Juni 1995–März 2000
- Ranuka Malalasekara, November 2004–2008
- W.D.P.K. Samarasinghe, 2009–2023
- Subhashini Dematagoda, seit 2023

## Alumni
- Saroja Sirisena, Diplomatin, ehemalige High Commissioner to the United Kingdom, ehemalige Botschafterin in Österreich
- Seetha Arambepola, Abgeordnete im Nationalparlament (2020-), Gouverneur der Westprovinz (2019–2020)